# 和歌山市企業局
和歌山市企業局（わかやましきぎょうきょく）は和歌山県和歌山市で上水道事業、工業用水道事業、下水道事業を運営する地方公営企業である。

## 諸元

### 水道事業
- 1日最大給水量 - 213,000 m3[1]

### 工業用水道事業
- 1日最大給水量 - 415,000 m3

### 下水道事業
- 計画処理人口 – 179,200人
- 計画処理区域面積 - 3,613ヘクタール
- 計画1日最大処理水量 - 106,682 m3

## 主な施設

### 水道事業
- 加納浄水場[2]
  - 施設能力 – 121,000m3 / 日
  - 稼働 – 昭和48年
- 出島浄水場
  - 施設能力 – 55,000m3 / 日
  - 稼働 – 昭和29年に工水、昭和37年に上水へ
- 滝畑浄水場
  - 施設能力 – 34m3 / 日
- 秋葉山配水池
  - 容量 – 20,000m3
  - 稼働 – 昭和55年
- 和佐配水池
  - 容量 – 20,000m3
  - 稼働 – 平成22年
- 貴志配水池
  - 容量 – 14,000m3
  - 稼働 – 昭和61年
- 花山配水池
  - 容量 – 10,000m3
  - 稼働 – 昭和42年
- 六十谷水管橋

### 工業用水道
- 六十谷第1浄水場
  - 施設能力 – 155,000m3 / 日
  - 稼働 – 昭和35年
- 六十谷第2浄水場
  - 施設能力 – 230,000m3 / 日
  - 稼働 – 昭和40年

## 主な指標
※数値は令和4年 (2022年)度

- 有収率 (給水している水量に対する料金が発生する水量の割合) – 83.34%[3]。これは水道事業ガイドラインに基づいて公表している給水人口上位50事業体でも低位の前橋市 (80.9%) 、静岡市 (82.3%) に次ぎ、高崎市 (87.3%) よりも低く[4]、令和5年 (2023年) 度には83.27%[5]と更に悪化していることから、漏水量が多いことが推定される。
- 給水収益に対する企業債 (借金) 残高の割合 – 649.6 (給水収益 6,382百万円[6]、固定負債企業債 38,488百万円[7]、流動負債企業債 2,972百万円[8]より) 。これは同50事業体でも高位の富山市 (664.5) に次ぎ、一宮市 (631.1) 、京都市 (588.3)[9]を上回る数値であり、財務指標は悪い。なお、一宮市では2024年10月から[10]、本市では2025年4月から水道料金を値上げし[11]、富山市では2026年4月から値上げ予定である[12]。

## 事故

### 花山交差点漏水事故

#### 経緯
2020年1月8日、花山配水池からの流量計に異常 (300m3 / 時間) が確認された。これを発端に局が調査を進めたところ、国道24号花山交差点の路面下から湧水が確認され、同地に敷設された口径800mmの水道管漏水と推測された。修繕の方法として断水工法と不断水工法の２つが提案された。前者は約35,000世帯・約8万人への断水を伴うが、後者のためには材料手配から設置までに約1か月を要することや同交差点の約40,000台 / 日もの交通量から国土交通省側から難色が示され前者が選択された。
同月16日夕、局は19日から3日間の断水計画を発表。同日夜に掘削した結果、漏水は800mmでなく支管の150mmからであることが判明し20日未明、断水せずに修繕された。しかし修繕後も湧水は継続し、調査を進めた結果、送水管1500mmの漏水と判明。4時間の送水停止で修繕可能と判断され、22日未明に修繕された。

#### 影響
結果的に断水することなく修繕されたが、影響は大きかった。断水予告後に市民は飲料水を買い求めにスーパーマーケット等に殺到。飲食店や宿泊施設も相次ぎ休業を決めた。局は県内、大阪府、奈良県の水道事業者に給水車を要請した。国土交通省も北海道開発局から給水車を支援。また断水が回避されたにもかかわらず、その広報に気付かない市民も多く、市への問い合わせや苦情は16日から20日にかけて約3千件に達した。